# Conchagua (miasto)
Conchagua – miasto we wschodnim Salwadorze, w departamencie La Unión, położone u stóp wygasłego wulkanu Conchagua (1225 m n.p.m.), w odległości około 5 km na południe od stolicy departamentu - miasta La Unión. 
Ludność (2007): 17,0 tys. (miasto), 37,4 tys. (gmina).